# Orang Pendek
El Orang Pendek (indonesio para «pequeño hombre») es el nombre dado a una supuesta criatura que, se presume, viviría en las áreas selváticas de Sumatra, en la región del Parque Nacional de Kerinci Seblat.
Según la  descripción de los nativos y la criptozoología, el Orang Pendek es un homínido de baja estatura, cubierto de vello y viviría en áreas remotas; existiendo expediciones para intentar avistarlo y documentar su existencia.
Así, durante todo el tiempo que el Orang Pendek ha recibido la atención de los criptozoólogos, los supuestos avistamientos han sido lejanos o son informes indirectos, principalmente de nativos, que afirman haberlo visto. Por supuesto, hay que tener en cuenta que dichos nativos poseen una creencia asumida por tradición de que tal animal existe y que alguna vez podrá ser avistado.

## Relación con elHomo floresiensis
El descubrimiento de restos fósiles datados en 18.000 años de antigüedad, encontrados en 2003, del llamado Homo floresiensis, los cuales se encuadrarían con la descripción general del Orang Pendek, han hecho surgir varias hipótesis. Estas hipótesis van desde que el Orang Pendek es el resultado de una antigua tradición sobre una especie ya extinta con la cual los nativos tuvieron contacto hace miles de años, hasta la hipótesis de que el Orang Pendek serían Homo floresiensis aún existentes. Sin embargo, ninguna de las hipótesis ha sido comprobada.

## Pruebas
Algunas personas dicen tener restos fósiles, huellas, pelo, excrementos, ADN y testimonios de avistamientos; siendo el principal argumento de los creyentes en su existencia. Sin embargo esta descripción es la típica de la criptozoología más acrítica. En realidad no existen tales restos fósiles, y todas las pruebas físicas de pelo, excrementos, ADN, etcétera, siempre resultan esquivas, y al ser adecuadamente analizadas y comparadas con otros candidatos probables, han indicado pertenecer a orangutanes, otros animales de Sumatra, o incluso al hombre. Referente a las huellas, al ser analizadas por expertos, han concluido que serían falsas o no pertenecerían o no indicarían ser de un homínido. Por ello hasta el momento el Orang Pendek es sólo una de tantas criaturas mitológicas, propias del rico folklore humano, no existiendo evidencia física directa que haya sido ratificada como auténtica por los científicos.